# ILOVEYOU
ILOVEYOU (ЯТЕБЕКОХАЮ), також відомий як LoveLetter (ЛюбовнийЛист) — комп'ютерний вірус, який успішно атакував мільйони комп'ютерів під управлінням операційної системи Windows в 2000 році.
Вірус був розісланий на поштові скриньки з Філіппін у ніч із 4 травня на 5 травня 2000 року; у темі листа містився рядок «ILoveYou», а до листа був доданий скрипт «LOVE-LETTER-FOR-YOU.TXT.vbs». Найчастіше користувач відкривав вкладення. При відкритті вірус розсилав копію себе всім контактам в адресній книзі Microsoft Outlook. Він також перезаписував файли певних типів та розповсюджувався через IRC-канали, створюючи файл LOVE-LETTER-FOR-YOU.HTM у системному каталозі Windows. Загалом вірус вразив більше 3 мільйонів комп'ютерів по всьому світу. Передбачуваний збиток, який хробак завдав світовій економіці, оцінюється в розмірі до 10 мільярдів доларів, за що увійшов до Книги рекордів Гіннесса як найруйнівніший комп'ютерний вірус у світі.

## Опис
На рівні машинної системи ILOVEYOU покладався на увімкнене системне налаштування механізму сценаріїв (який запускає файли мовою сценаріїв, такі як файли .vbs) і скористався функцією Windows, яка за умовчанням приховує розширення файлів, що автори шкідливих програм використовували як експлойт. Windows розбирає імена файлів праворуч наліво, зупиняючись на першому символі точки і показуючи лише ті елементи, що знаходяться ліворуч від нього. Таким чином, вкладення, що містить дві точки, могло відображати внутрішнє фальшиве розширення файлу «TXT». Справжні текстові файли вважаються невинними, оскільки вони не здатні виконувати код, що виконується. Хробак використовував соціальну інженерію, щоб переконати користувачів відкрити вкладення (з дійсного бажання підключитися або простої цікавості) для подальшого поширення. Системні слабкості в дизайні Microsoft Outlook і Microsoft Windows були використані, щоб дозволити шкідливому коду отримати повний доступ до операційної системи, вторинного сховища, системних і даних користувача, просто натиснувши на іконку.

## Про автора
Через 20 років після створення вірусу знайшли його автора. Це чоловік якого звуть Онел де Гусман і зараз йому 44 роки. Він стверджує, що спочатку зовсім не планував завдавати збитків на мільярди доларів, а хотів лише отримати доступ до інтернету, націлившись на користувачів у своєму районі.
Програміст розповів, що створив ILOVEYOU на базі своєї попередньої розробки, але додав можливість розсилати себе контактам користувача Outlook. Його адвокат заявив, що підзахисний навіть не підозрював наслідки своїх дій.
Чоловік зізнався, що спочатку він відправив вірус комусь із мешканців Сінгапуру, а потім пішов випити з другом. Він зрозумів, що запустив глобальний хаос, коли почув від матері про якогось хакера, якого шукає поліція Маніли.